# Naturschutzgebiet Untere Kettwiger Ruhraue

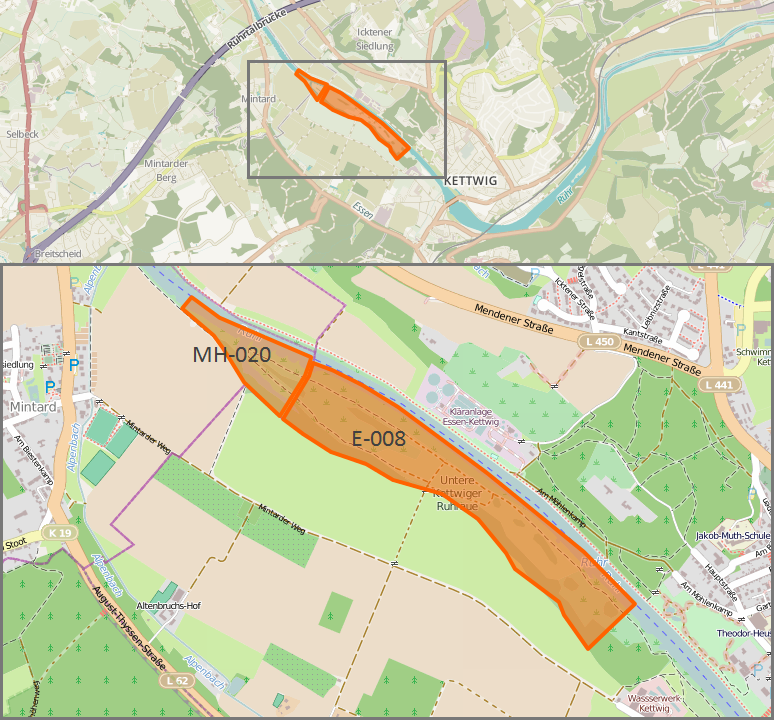
Lage im Ruhrtal bei Kettwig

Die Untere Kettwiger Ruhraue ist ein Naturschutzgebiet am Südufer der Ruhr. Es liegt zum größten Teil im Essener Stadtteil Kettwig, zum kleineren Teil in Mülheim an der Ruhr. Verwaltungstechnisch ist das ökologisch zusammenhängende Gebiet in zwei Teilflächen gegliedert – eine auf Essener Seite (Kennung E-008) und eine in Mülheim (MH-020).

## Beschreibung
Das Schutzgebiet umfasst einen etwa 1.600 m langen Streifen Brachfläche am südlichen Ruhrufer zwischen Kettwig und Mülheim. Direkt am Ufer finden sich Weidengebüsche und nitrophile Hochstaudenfluren sowie einige Buchten mit Stillgewässer und Abschnitte mit Kiesstrand, auf der flussabgewandten Seite wird das Gebiet durch eine dichte Heckenstruktur abgeschlossen. Große Teile des Gebietes sind dicht mit Neophyten wie Riesen-Bärenklau bestanden. Am südöstlichen, Essener Ende gibt es ein junges Ahornwäldchen, am nordwestlichen, Mülheimer Ende mündet im Bereich des Schutzgebietes ein Altwasser in die Ruhr. Parallel zum Ufer verläuft ein Pfad.

### Galerie

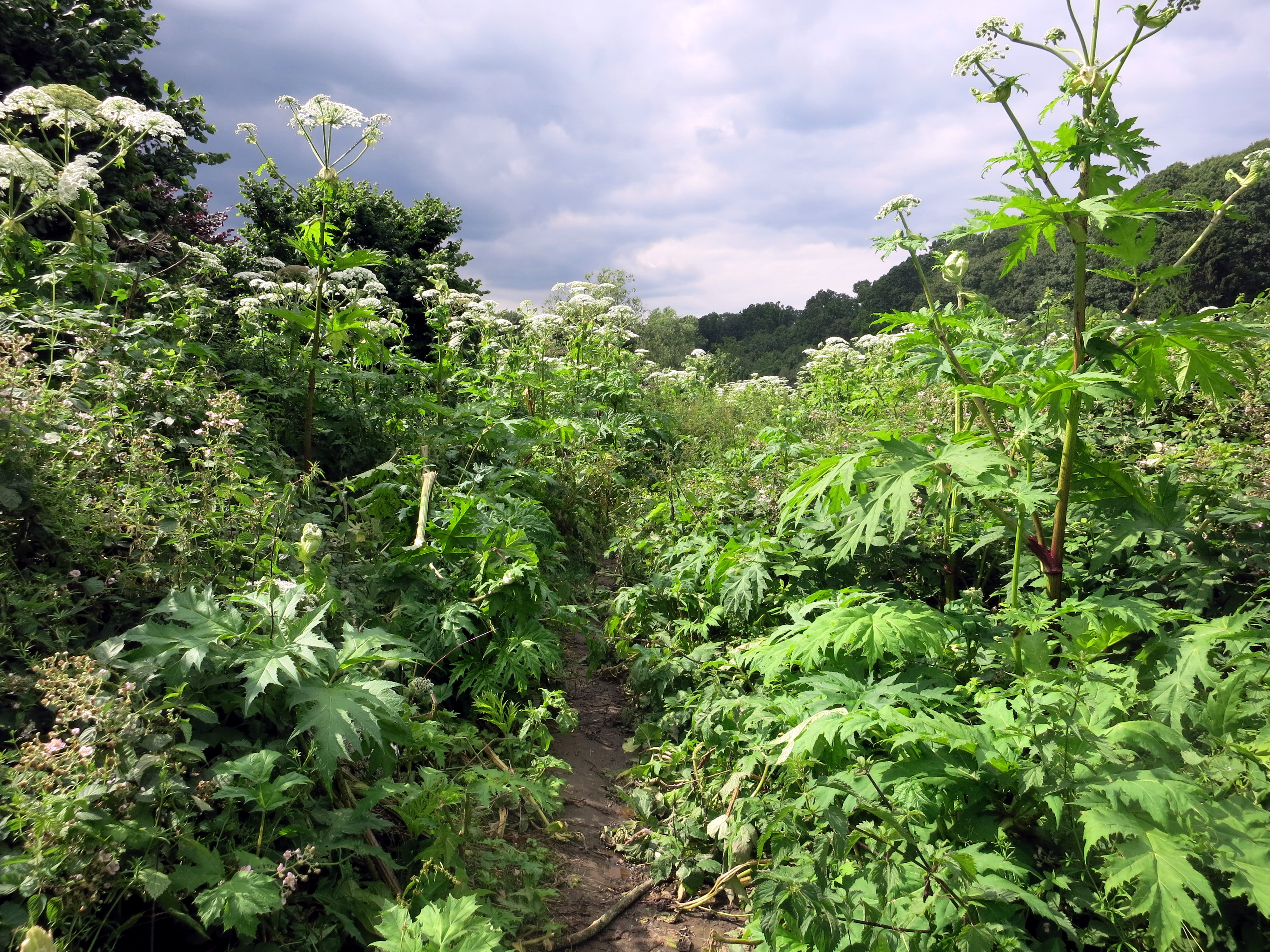
Herkulesstauden
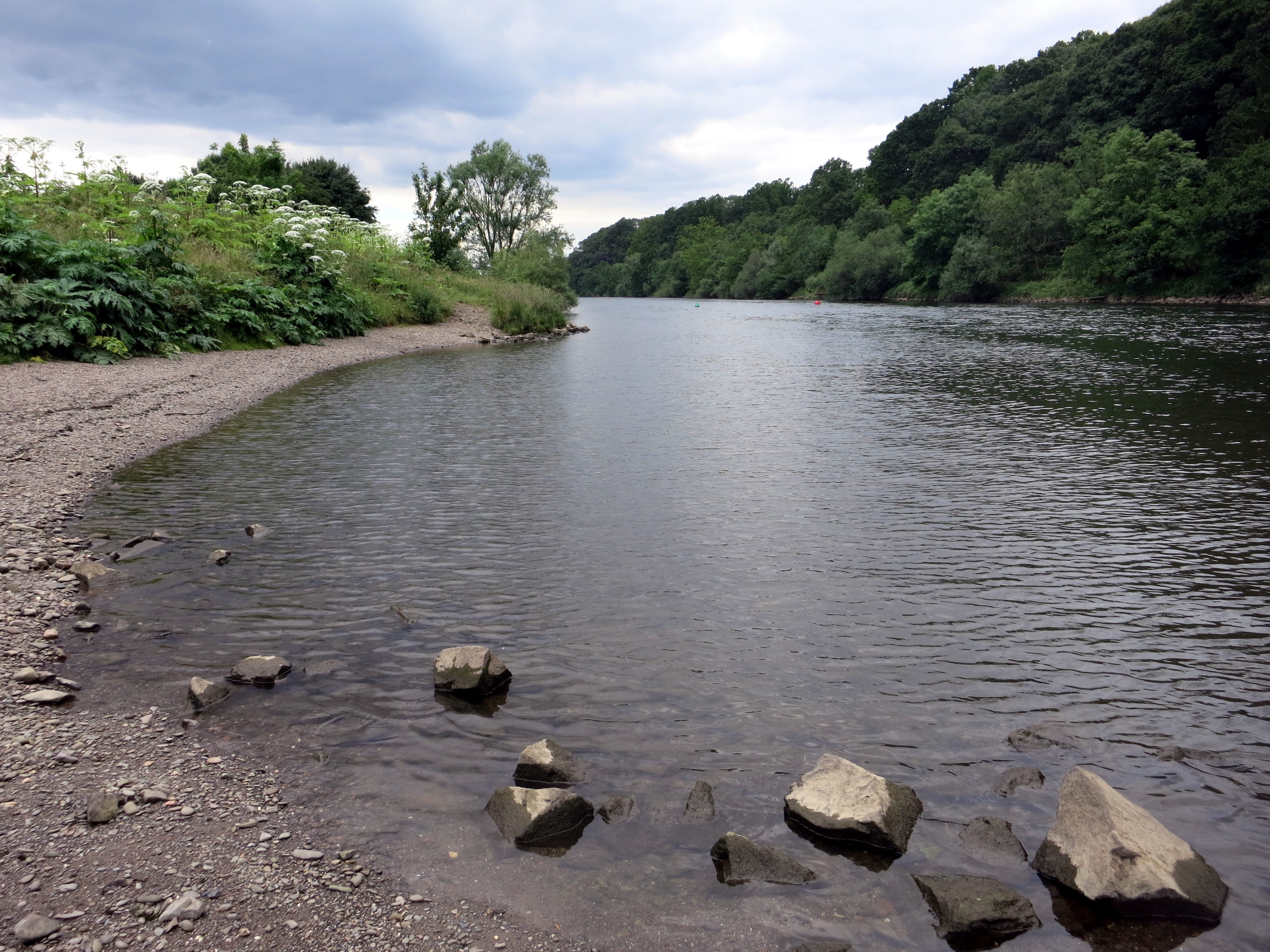
Kiesstrand
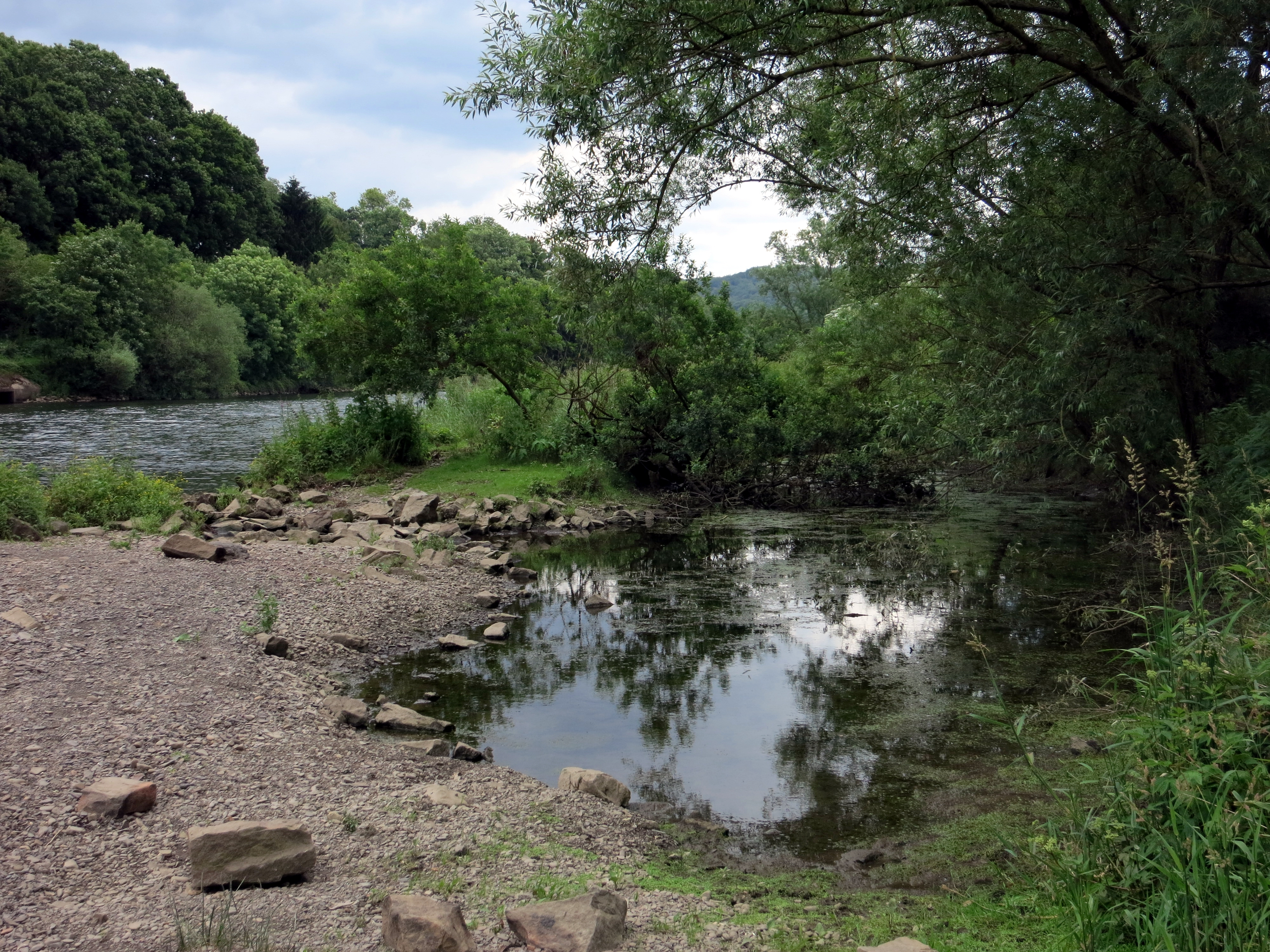
Stillgewässer
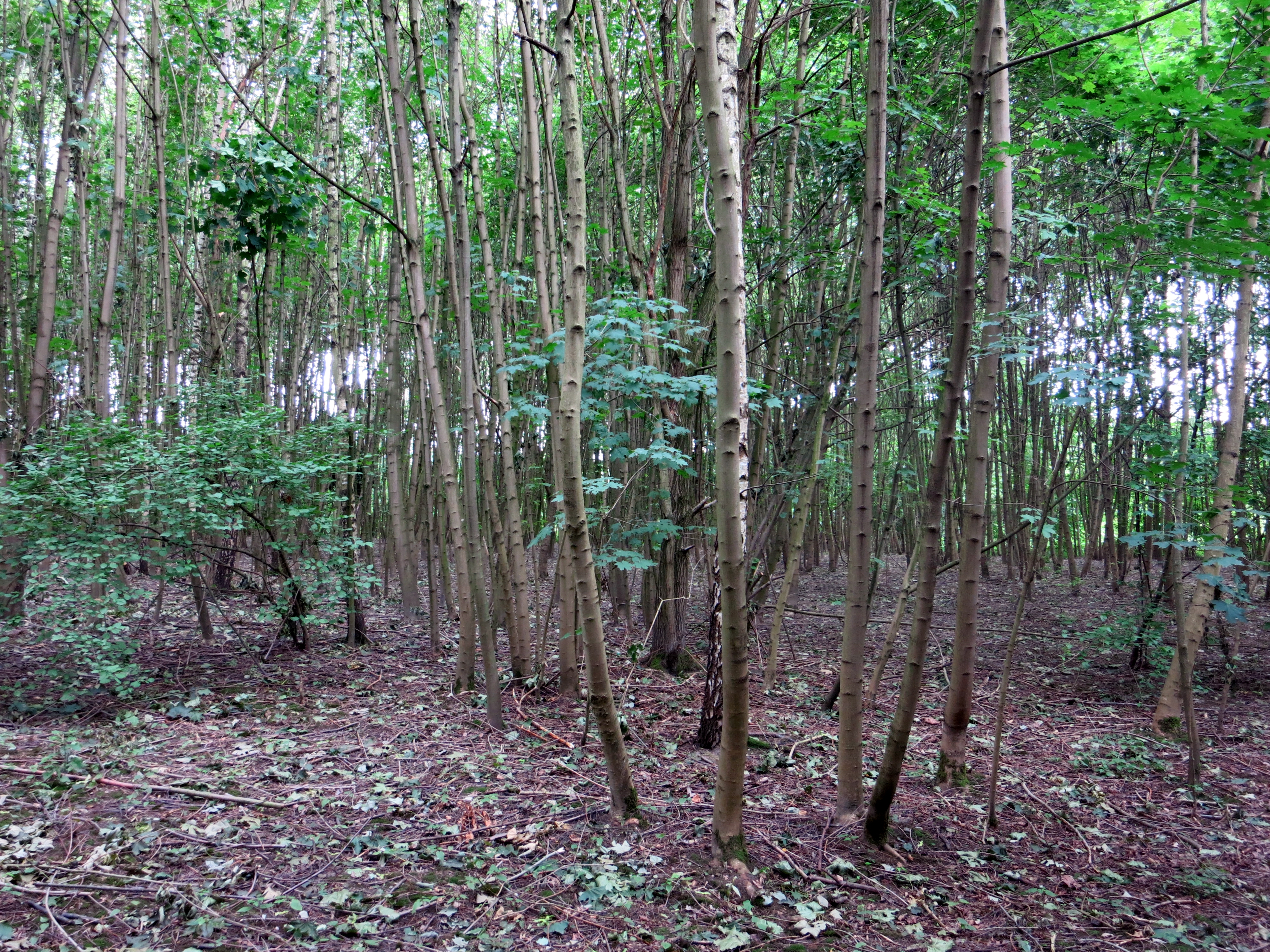
Ahornwäldchen

## Schutzwürdige Biotope und Arten
Mit seinen Hochstaudenfluren und Brachflächen im Uferbereich stellt das Schutzgebiet ein wichtiges Trittsteinbiotop am Unterlauf der Ruhr dar. Es ist Lebensraum und Refugialbiotop für Wasservögel und hat „herausragende Bedeutung für den Biotopverbund des Ballungsraumes“.

## Schutzziele
Als Schutzziele gelten „Schutz und Erhalt eines Ufer- und Auenbiotopes als Lebensraum für Wasservögel und andere Tier- und Pflanzenarten der Flussauen“. Den festgestellten Gefährdungen (u. a. Düngerdrift, Neophytenausbreitung, Müllablagerung, Trittschäden) soll durch geeignete Maßnahmen entgegengewirkt werden.

### Essen
- Naturschutzgebiet „Untere Kettwiger Ruhraue“ (E-008) im Fachinformationssystem des Landesamtes für Natur, Umwelt und Klima Nordrhein-Westfalen
- NSG Untere Kettwiger Ruhraue (Essen, CDDA-Code 165998) in der Common Database on Designated Areas der Europäischen Umweltagentur
- Naturschutzgebiet Untere Kettwiger Ruhraue in der World Database on Protected Areas (englisch)

### Mülheim
- Naturschutzgebiet „Untere Kettwiger Ruhraue“ (MH-020) im Fachinformationssystem des Landesamtes für Natur, Umwelt und Klima Nordrhein-Westfalen
- NSG Untere Kettwiger Ruhraue (Mülheim, CDDA-Code 344799) in der Common Database on Designated Areas der Europäischen Umweltagentur
- Naturschutzgebiet Untere Kettwiger Ruhraue in der World Database on Protected Areas (englisch)